# Dorin Mateuț
Dorin „Mateo“ Mateuț (* 5. August 1965 in Bogata-Curtuiuș, Kreis Cluj) ist ein ehemaliger rumänischer Fußballspieler. Im Jahr 1989 gewann Mateuț den Goldenen Schuh als bester Torschütze Europas. Er nahm an der Fußball-Weltmeisterschaft 1990 teil.

## Spielerkarriere

### Verein
Dorin Mateuț begann seine Karriere 1978 bei CS Hunedoara und wechselte zwei Jahre später in die Jugend von Corvinul Hunedoara. Am 14. Oktober 1981 gab er beim Spiel gegen FC Olt Scornicești im Alter von 16 Jahren sein Debüt in der ersten Mannschaft in der höchsten rumänischen Fußballliga. In der Saison 1982/83 gelang ihm bei Corvinul der Sprung zum Stammspieler und dem Verein der Einzug in die zweite Runde des UEFA-Pokals. Um seiner Karriere einen weiteren Schub zu geben, wechselte Mateuț während der Winterpause 1986/87 zu Dinamo Bukarest. Dort wurden die Jahre 1989 und 1990 zu den erfolgreichsten seiner Karriere. In der Saison 1988/89 wurde Mateuț mit 43 Treffern Torschützenkönig der Divizia A und gleichzeitig Gewinner des Goldenen Schuhs für den erfolgreichsten Torschützen Europas. In der darauf folgenden Saison gewann Mateuț mit Dinamo die rumänische Meisterschaft und den rumänischen Pokal und beendete damit die Siegesserie von Steaua Bukarest. In der gleichen Saison erreichte er das Halbfinale im Europapokal der Pokalsieger.
Nach der Fußball-Weltmeisterschaft 1990 wechselte Mateuț im September 1990 – wie schon viele rumänische Nationalspieler zuvor – ins Ausland. Nachdem ein zunächst vereinbarter Wechsel zum FC Barcelona nicht zustande kam, schloss er sich für eine Ablösesumme von 600.000 US-Dollar Real Saragossa aus der spanischen Primera División an. Nach wechselnden Erfolgen wurde Mateuț in Saragossa zu Beginn der Saison 1992/93 kaum mehr berücksichtigt, so dass er sich in der Winterpause zu einem Wechsel in die italienische Serie A zu Brescia Calcio entschloss. Nachdem er auch hier nur wenig zum Einsatz gekommen war, wechselte Mateuț zum Ligakonkurrenten AC Reggiana, konnte aber wiederum – auch durch einen Meniskusriss bedingt – nicht an seine früheren Leistungen anknüpfen.
In der Winterpause der Saison 1994/95 kehrte Mateuț deshalb nach Rumänien zurück und spielte fortan für seinen früheren Klub Dinamo Bukarest, ehe er nach nur einem Jahr zu Sportul Studențesc wechselte und dort seine Karriere in der Winterpause der Saison 1995/96 beendete. Er hatte es auf insgesamt 12 Tore in 23 Europapokalspielen sowie auf 147 Tore in 374 Spielen der drei ersten Ligen Rumäniens, Spaniens und Italiens gebracht.

### Nationalspieler
Im Jahr 1983 nahm Mateuț mit Rumänien an der U-18-Fußball-Europameisterschaft in England teil.
Sein Debüt in der rumänischen Fußballnationalmannschaft gab er am 7. Februar 1984 gegen Algerien, wurde aber dennoch nicht von Nationaltrainer Mircea Lucescu für die Fußball-Europameisterschaft 1984 in Frankreich nominiert. Stattdessen nahm er an der Fußball-Weltmeisterschaft 1990 in Italien teil und absolvierte ein Spiel. 1991 beendete Mateuț seine internationale Karriere. Er bestritt insgesamt 56 Länderspiele, in denen er 10 Tore erzielte. Hinzu kommt ein Spiel in der U21-Fußballnationalmannschaft Rumäniens.

## Trainerkarriere
Nach der aktiven Karriere versuchte sich Mateuț zunächst als Geschäftsmann und erwarb mehrere Immobilien. Zwischen 2004 und 2006 assistierte er Ioan Andone bei Dinamo Bukarest als Co-Trainer und wurde in dieser Zeit einmal rumänischer Pokalsieger. Ab Dezember 2006 besuchte Mateuț die Trainerschule in Bukarest, um eine gültige Trainerlizenz zu erwerben. Trotz bestandener Prüfung kehrte er dem Fußball den Rücken und eröffnete ein Lokal in 13 Septembrie, einem Stadtviertel im Sektor 5 von Bukarest. Später wurde es still um ihn, bis im August 2010 seine Alkoholkrankheit öffentlich bekannt wurde.
Im September 2013 wurde Mateuț abermals Assistenztrainer bei Dinamo unter dem neuen Cheftrainer Flavius Stoican. Nach dessen Entlassung im November 2014 blieb er in gleicher Funktion unter Interimstrainer Ionel Dănciulescu tätig. Im Dezember 2014 wurde sein Vertrag aufgelöst.

## Erfolge
Dinamo Bukarest
- Rumänischer Meister: 1989/90
- Rumänischer Pokalsieger: 1989/90
- Europapokal der Pokalsieger-Halbfinalist: 1989/90

Persönliche Auszeichnungen
- Rumänischer Fußballer des Jahres: 1988
- Rumänischer Torschützenkönig: 1989
- Goldener Schuh: 1989

## Auszeichnungen
Am 25. März 2008 wurde Mateuț vom rumänischen Staatspräsidenten Traian Băsescu für die Leistungen in der Nationalmannschaft mit dem Verdienstorden „Meritul sportiv“ III. Klasse ausgezeichnet. Er ist Verdienter Meister des Sports.

## Sonstiges
Mateuț ist verheiratet und hat zwei Töchter. Die älteste Tochter, Natalia Mateuț (* 1991), ist ein erfolgreiches Model.